# Mealhada
Mealhada est une ville et une municipalité (en portugais :Cidade/ concelho ou município) du Portugal, située dans le district d'Aveiro et la région Centre.
En matière statistique, la municipalité fait partie de la sous-région de la Basse Mondego.
En matière vinicole, elle se rattache à la zone vinicole de Bairrada.
Enfin, elle fait partie de la Grande aire métropolitaine (GAM, Grande Area Metropolitana) de Coimbra (Region Intermunicapal de Coimbra).

## Géographie

### Localisation
Mealhada est limitrophe :
- au nord, d'Anadia,
- à l'est, de Mortágua,
- au sud-est, de Penacova,
- au sud-est et au sud, de Coimbra,
- à l'ouest, de Cantanhede.

### Transports
Chemin de fer (CP) :
- Pampilhosa
- Mealhada
- Luso/Buçaco
- Mala
- Quinta do Valondo/Vacariça

Autoroutes :
- A 1 : Porto 90 km / Lisbonne 240 km;
- Numero 1 : Coimbra 15 km

## Démographie
| 1801  | 1849  | 1900  | 1930   | 1960   | 1981   | 1991   | 2001   | 2004   |
| ----- | ----- | ----- | ------ | ------ | ------ | ------ | ------ | ------ |
| 2 326 | 7 102 | 9 915 | 13 869 | 17 478 | 19 305 | 18 272 | 20 751 | 21 500 |

Les trois localités les plus importantes sont :
- la cité (cidade) de Mealhada (environ 5 000 hab.)
- les villes (villas) de Pampilhosa (environ 4 500 hab.) et Luso (environ 3 500 hab.)

## Subdivisions

Carte des paroisses de Mealhada.

Depuis la loi no 11-A/2013 du 28 janvier 2013, portant réorganisation administrative du territoire des freguesias, la municipalité de Mealhada groupe 6 paroisses (freguesia en portugais) contre 8 auparavant :
- Barcouço
- Casal Comba
- Luso (vila)
- Mealhada, Ventosa do Bairro e Antes (fusion de Mealhada (cidade), Ventosa do Bairro et Antes)
- Pampilhosa (vila)
- Vacariça

## Tourisme
- Serra do Buçaco, Luso-Termas (eau minérale).
- Hôtel-palace de Buçaco (pt).
- Restaurants.
- Jardin ; Cinéma (Mealhada).